# Włodzice Wielkie
Włodzice Wielkie – wieś w Polsce położona w województwie dolnośląskim, w powiecie lwóweckim, w gminie Lwówek Śląski, na pograniczu Pogórza Izerskiego i Pogórza Kaczawskiego w Sudetach.

## Opis miejscowości
We wsi Włodzice Wielkie znajdują się dwa kościoły, a w sąsiedniej wiosce Włodzicach Małych znajduje się elektrownia wodna na rzece Bóbr.
W latach 1975–1998 miejscowość administracyjnie należała do województwa jeleniogórskiego.

## Demografia
Liczba ludności w latach 1786–2011.
- *Dane z 1786 łącznie z Włodzicami Małymi.

## Zabytki
Do wojewódzkiego rejestru zabytków wpisane są:
| Lista zabytków wpisanych do rejestru wojewódzkiego | Lista zabytków wpisanych do rejestru wojewódzkiego | Lista zabytków wpisanych do rejestru wojewódzkiego                   | Lista zabytków wpisanych do rejestru wojewódzkiego | Lista zabytków wpisanych do rejestru wojewódzkiego |
| Lp.                                                | Zdjęcie                                            | Miejsce                                                              | Opis | Lokalizacja                                        |
| Lp.                                                | Zdjęcie                                            | Włodzice Wielkie                                                     | Opis | Lokalizacja                                        |
| -------------------------------------------------- | -------------------------------------------------- | -------------------------------------------------------------------- | --- | -------------------------------------------------- |
| 1.                                                 |                                                    | Kościół parafialny pw. Michała Archanioła                            | wzmiankowany w 1305 r. – XIV w., obecny wzniesiony w pierwszej połowie XVI w., restaurowany w XIX w. Orientowany, murowany, jednonawowy, z poligonalnie zakończonym prezbiterium nakrytym sklepieniem sieciowym. Zachował we wnętrzu renesansową, kamienną chrzcielnicę z herbami fundatorów von: Glaubitz i Zedlitz oraz cytatami w j. niem. m.in. (tł. Kto uwierzy i przyjmie chrzest, będzie zbawiony; a kto nie uwierzy, będzie potępiony Mk 16,16). | Włodzice Wielkie                                   |
| 2.                                                 |                                                    | Kościół pomocniczy Najświętszej Marii Panny Królowej Korony Polskiej | wzniesiony pierwotnie jako kościół ewangelicki w drugiej połowie XVIII w. Prostokątny z półkolistą apsydą, nakryty dachem czterospadowym, zachował rokokowe wyposażenie wnętrza, współczesne okresowi powstania obiektu | Włodzice Wielkie                                   |

Inne zabytki:
| Zabytki, które nie są wpisane do rejestru wojewódzkiego | Zabytki, które nie są wpisane do rejestru wojewódzkiego | Zabytki, które nie są wpisane do rejestru wojewódzkiego | Zabytki, które nie są wpisane do rejestru wojewódzkiego           | Zabytki, które nie są wpisane do rejestru wojewódzkiego |
| Lp.                                                     | Zdjęcie                                                 | Miejsce                                                 | Opis                                                              | Lokalizacja                                             |
| Lp.                                                     | Zdjęcie                                                 | Włodzice Wielkie                                        | Opis                                                              | Lokalizacja                                             |
| ------------------------------------------------------- | ------------------------------------------------------- | ------------------------------------------------------- | ----------------------------------------------------------------- | ------------------------------------------------------- |
| 1.                                                      |                                                         | Kaplica grobowa                                         | kaplica z trzema kamiennymi sarkofagami z drugiej połowy XVIII w. | obok kościoła                                           |

## KS Włodzice Wielkie
Klub Sportowy Włodzice (KS Włodzice) – polski klub piłkarski założony 15 sierpnia 2014 r. we Włodzicach Wielkich w gminie Lwówek Śląski. Klub występujący w B klasie (w VIII lidze). Barwy klubu to biały i niebieski.

## Ciekawostki
- Od 2009 roku na boisku wiejskim we Włodzicach Wielkich odbywa się cykliczna impreza o nazwie „Igraszki Wielgolaskie”[11].